# Christian W. Anemüller
Christian W. Anemüller, vollständig Christian Wilhelm Anemüller (* 2. Juli 1844; † 5. Januar 1890 in Dresden) war ein deutscher Maler.

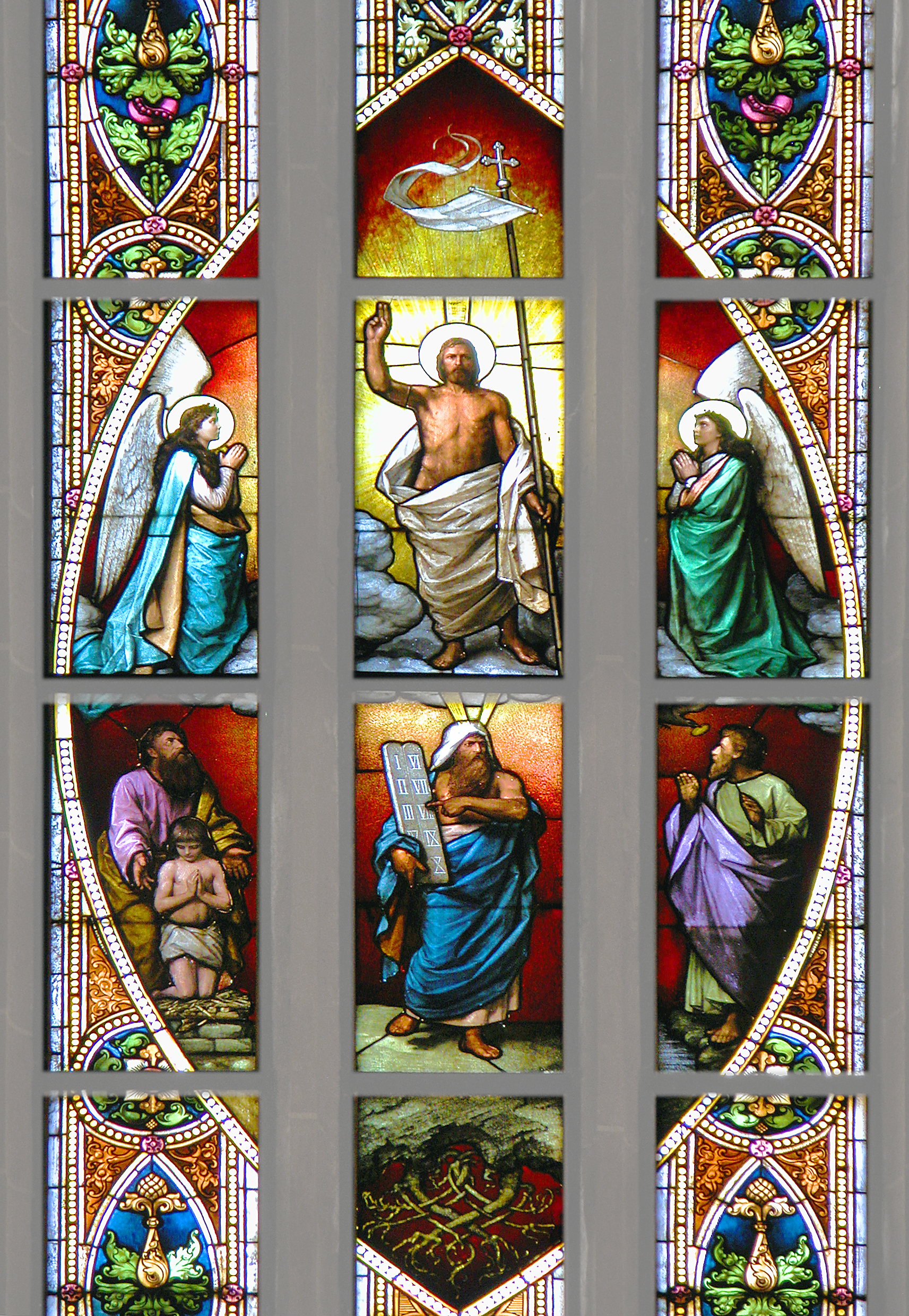
Bleiverglasung der Chorfenster in der Kirche Dahlen, Mittelfenster

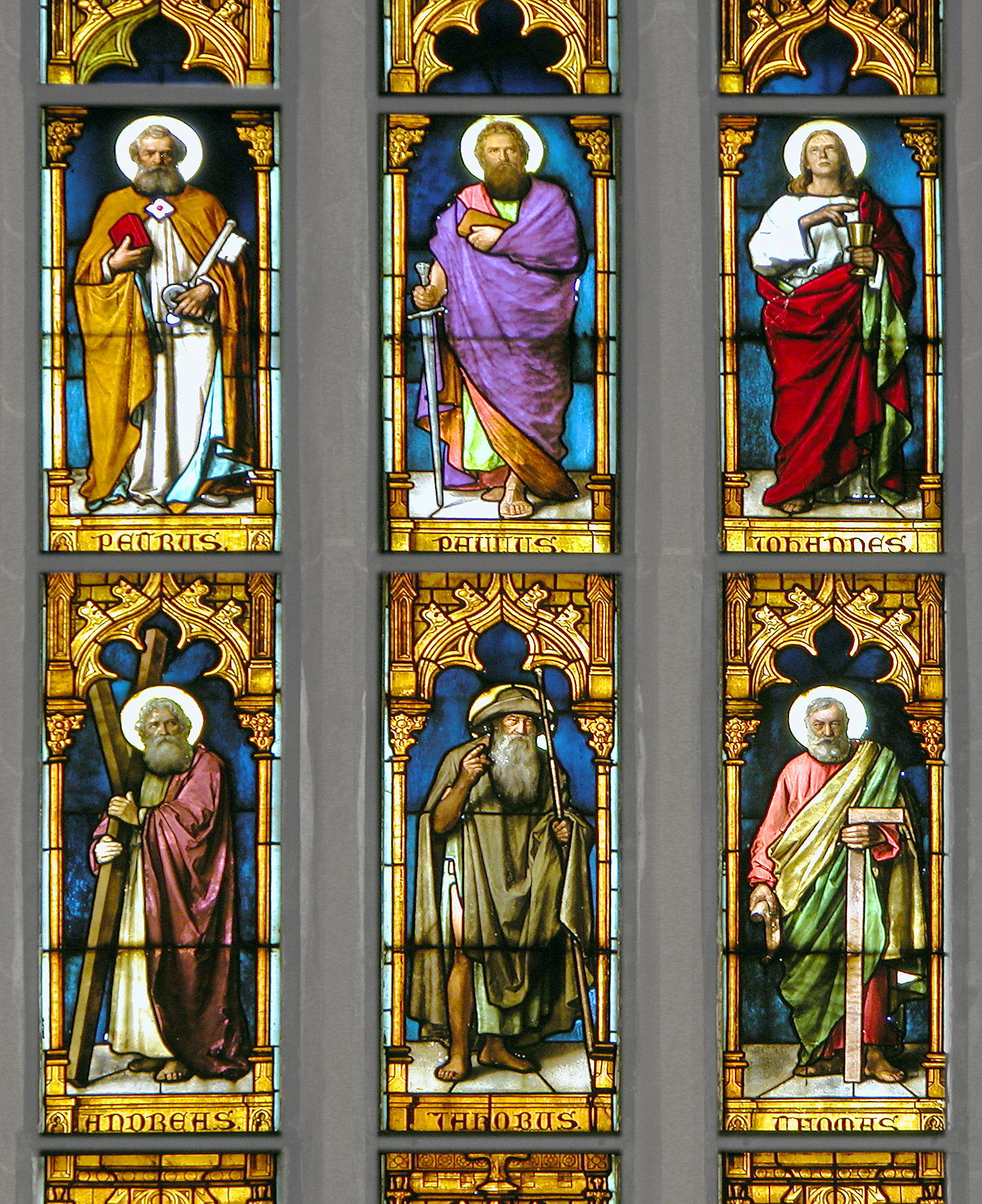
Bleiverglasung der Chorfenster in der Kirche Dahlen

Christian Anemüller lebte und arbeitete in Stuttgart und in Dresden. Die Schwerpunkte seiner Tätigkeit lagen auf der Geschichts-, Porträt- und Genremalerei. Nach seinen Vorlagen entstanden auch viele sakrale Farbverglasungen bzw. Glasmalereien, dieser Kunst widmete er sich vermutlich unter Einfluss von Jakob Grünenwald, Professor an der Kunstschule Stuttgart, für den er Entwürfe in Glas umsetzte.
An der Dresdener Kunstakademie war er Mitte der 1870er Jahre Schüler von Theodor Grosse und Ferdinand Pauwels, er stellte seine Werke von 1880 bis 1882 auf den akademischen Kunstausstellungen in Dresden aus. Von seinen süddeutschen Arbeiten sind die Glasgemälde von 1882 für die alte Kirche in Ruit (Ostfildern) (um 1963 wegen Neubau abgebrochen) mit der Darstellung des segnenden Christus (abgängig), für die Stadtkirche in Vaihingen an der Enz mit gleichem Motiv sowie für die neue Kirche in Stuttgart-Heslach mit der Kreuzabnahme, hervorzuheben.
Weitere Arbeiten:
- 1886/1887: Martin-Luther-Kirche in Dresden, Äußere Neustadt, Mittelfenster (I)
- 1887: Evang. Nathanaelkirche in Leipzig-Lindenau, Ausführung der drei mittleren, figürlich gestalteten Chorfenster nach Entwürfen von Carl Bertling
- 1887: Stadtkirche Unser Lieben Frauen in Mittweida, drei Maßwerkfenster (sIV-sVI)

Die Werkstatt Christian W. Anemüllers Nachf. ist auch nach seinem Tod in den Dresdner Adressbüchern nachweisbar, sie hatte im Haus Liliengasse 10 ihren Sitz. Dort wurden 1895 für die Stadtkirche Unser Lieben Frauen in Dahlen bis heute (Stand: Februar 2020) erhaltene Chorfenster mit den Aposteln gefertigt. 